# Brianté Weber
Brianté Alexander Weber (Chesapeake, Virginia; 29 de diciembre de 1992) es un jugador de baloncesto estadounidense que pertenece a la plantilla del Dinamo Sassari de la Lega Basket Serie A italiana. Con 1,88 metros de altura, juega en la posición de base.

## Trayectoria deportiva

### Universidad
Jugó cuatro temporadas con los VCU de la Universidad de Virginia Commonwealth, en las que promedió 6,8 puntos, 3,0 asistencias y 3,3 robos de balón por partido. Acabó su carrera universitaria con el mejor promedio de la historia de la Atlantic 10 Conference en robos de balón, y el octavo mejor de todos los tiempos de la División I de la NCAA. Una lesión en el mes de enero de 2015 en el ligamento cruzado anterior y el ligamento colateral tibial acabó prematuramente con su temporada, y le dejó solo a 12 robos del récord absoluto de la NCAA.
En sus tres temporadas con el equipo en la Atlantic 10 Conference fue elegido como mejor defensor del año, y por supuesto incluido en el mejor quinteto defensivo, algo que también sucedió en su temporada freshman, cuando los Rams pertenecían a la Colonial Athletic Association.

### Profesional
Tras no ser elegido en el Draft de la NBA de 2015, y todavía convaleciente de su lesión, entró en el campo de entrenamiento de verano de los Miami Heat, pero no superó las pruebas físicas. Firmó posteriormente en octubre con los Heat, pero fue finalmente descartado antes del comienzo de la competición.
En el mes de noviembre fichó por los Sioux Falls Skyforce de la NBA D-League como afiliado de los Heat, a pesar de no haberse recuperado totalmente la rodilla. no debutó hasta enero de 2016, jugando un total de 28 partidos, en los que promedió 10,7 puntos, 4,5 rebotes y 2,1 robos.
El 11 de marzo de 2016 firmó contrato por diez días con los Memphis Grizzlies, debutando ese mismo día como titular, logrando 10 puntos, 7 asistencias y 5 rebotes en la victoria en la prórroga sobre New Orleans Pelicans.
El 10 de abril firmó contrato con Miami Heat. Al inicio de la temporada siguiente volvió a la disciplina de los Sioux Falls Skyforce. El 31 de enero de 2017 estuvo a punto de conseguir un cuádruple doble en un partido ante los Oklahoma City Blue, al lograr 18 puntos, 11 rebotes, 12 asistencias y 9 robos de balón, que hubiera sido el primero en la historia de la NBA D-League, y que solo cuatro jugadores han logrado en la NBA.
El 3 de febrero de 2017 firmó un contrato de 10 días con Golden State Warriors. Tras renovar por diez días más, finalmente dejó el equipo para firmar con los Charlotte Hornets también por diez días.
A finales de julio de 2017, los Hornets despedían a Weber, a quien habían adquirido en febrero con dos contratos de 10 días que se convirtieron después en un acuerdo hasta 2018. En el tiempo que estuvo con Charlotte, Weber jugó en 13 encuentros de la 2016-17, para 3,8 puntos, 1,7 rebotes y 1,2 asistencias en 12,2 minutos por partido. Después, estuvo en la Orlando Summer League, su último servicio para los Hornets.
En el verano de 2017 realizó la pretemporada con LA Lakers pero al iniciarse la campaña 2017/18 fue fichado por la franquicia de los Houston Rockets, después de haber firmado un contrato dual para poder jugar tanto con los Rockets como con el equipo afiliado en la liga de desarrollo, los Rio Grande Valley Vipers. El motivo de este traspaso fue la lesión del base Chris Paul, que recientemente había fichado por Houston y el cual se perdería el primer mes de competición debido a dicha lesión. Fue entonces cuando el equipo dirigido por Mike D'Antoni puso sus ojos en Weber.
El 2 de enero de 2021, firma por el BCM Gravelines de la Pro A francesa.
El 4 de abril de 2022, firma por los Indios de Mayagüez de la Baloncesto Superior Nacional.
En octubre de 2022 fichó por el Bnei Herzliya de la Ligat ha'Al israelí.
El 24 de noviembre de 2022, firma por el Büyükçekmece Basketbol de la Türkiye Basketbol 1. Ligi.
El 16 de marzo de 2025 firmó con el Dinamo Sassari de la Lega Basket Serie A.

## Estadísticas de su carrera en la NBA

### Temporada regular
| Año     | Equipo       | PJ | PT | MPP  | %TC   | %3P  | %TL  | RPP | APP | ROB | TPP | PPP |
| ------- | ------------ | -- | -- | ---- | ----- | ---- | ---- | --- | --- | --- | --- | --- |
| 2015-16 | Memphis      | 6  | 4  | 27.7 | .342  | .000 | .750 | 4.0 | 3.3 | 1.5 | .5  | 4.8 |
| 2015-16 | Miami        | 1  | 0  | 3.0  | 1.000 | .000 | .000 | 1.0 | 1.0 | .0  | .0  | 2.0 |
| 2016-17 | Golden State | 7  | 0  | 6.6  | .357  | .000 | .667 | .6  | .7  | .4  | .1  | 1.7 |
| 2016-17 | Charlotte    | 13 | 0  | 12.2 | .435  | .143 | .692 | 1.6 | 1.3 | .7  | .0  | 3.8 |
| Total   | Total        | 27 | 4  | 13.9 | .394  | .067 | .700 | 1.9 | 1.6 | .8  | .1  | 3.4 |

### Playoffs
| Año   | Equipo | PJ | PT | MPP | %TC  | %3P  | %TL  | RPP | APP | ROB | TPP | PPP |
| ----- | ------ | -- | -- | --- | ---- | ---- | ---- | --- | --- | --- | --- | --- |
| 2016  | Miami  | 2  | 0  | 3.0 | .000 | .000 | .000 | .0  | .5  | .5  | .0  | .0  |
| Total | Total  | 2  | 0  | 3.0 | .000 | .000 | .000 | .0  | .5  | .5  | .0  | .0  |